# كبوسين غريب
كبوسين غريب (الاسم العلمي:Tropaeolum peregrinum) هو نوع من النباتات يتبع جنس الكبوسين من الفصيلة الكبوسينية.